# لويز مارافال
لويز مارافال (مواليد 31 يوليو 2001) عداءة حواجز وسباقات سرعة فرنسية حصلت على الميدالية الذهبية في بطولة فرنسا الوطنية في سباق 400 متر حواجز في عام 2023، فازت بالميدالية الفضية في بطولة أوروبا عام 2024، تنافست في سباق 400 متر حواجز في دورة الألعاب الأولمبية الصيفية 2024، واحتلت المركز الثامن في النهائي.  كما شاركت ضمن الفريق الفرنسي في سباق 4 × 400 متر تتابع للسيدات حيث أنهى الفريق المسابقة بتوقيت 3:21.41 في المركز الخامس. مع العداءات الفرنسيات سونكامبا سيلا، شانا غريبو، أليكس ديو، أماندين بروسييه.